# تیم ملی بسکتبال مردان آروبا
تیم ملی بسکتبال آروبا نماینده آروبا در مسابقات بین المللی است.